# Anafor
En anafor (af græsk anaphora 'tilbageførelse, gentagelse' af ana- + afledning af pherein 'bære'.) er et sprogligt virkemiddel, som anvendes til at beskrive den grammatiske parallelitet, hvor de første ord i en sætning gentages flere gange efter hinanden.
Formålet er at få flere følgende sætninger kædet sammen med ord eller grupper af ord, som kan vælges til bevidst at producere en hypnotisk effekt.
Gentagelsen kan også henvise til en holdning, den grundlæggende holdning eller stilling, såsom for eksempel i William Shakespeares Kong Johan:
| Citat | Mad World! Mad kings! Mad composition! | Citat |
|       |                                        |       |

Eller måske, som i Sigbjørn Obstfelders digt Jeg ser, hvor jeg-fortælleren etablerer sin situation og scenarie.
| Citat | Jeg ser på den hvide himmel, Jeg ser på de grå-blå skyer, Jeg kigger på den blodige sol. | Citat |
|       |                                                                                          |       |